# Combretum linyenense
Combretum linyenense là một loài thực vật có hoa trong họ Trâm bầu. Loài này được Hand.-Mazz. mô tả khoa học đầu tiên năm 1933.